# Frank Mugisha
Frank Mugisha (* 17. Juni 1969) ist ein Menschenrechtsaktivist aus Uganda. Er ist Geschäftsführer der Organisation Sexual Minorities Uganda (SMUG), die sich für die Rechte Homosexueller in seinem Heimatland einsetzt. 

## Leben
Mugisha wuchs in einem katholischen Umfeld auf. Schon als junger Jugendlicher erkannte er seine homosexuelle Orientierung, was im konservativen Uganda große Herausforderungen mit sich gebracht hat. Trotz Versuchen seiner Familie, ihn zu „heilen“, und der gesellschaftlichen Stigmatisierung, blieb Mugisha seiner Identität treu. Während seines Studiums im Jahr 2004 gründete er die Organisation Icebreakers Uganda, um jungen Menschen in ähnlichen Situationen beim Coming-out zu unterstützen. Diese Initiative markierte den Beginn seines Engagements für die Rechte sexueller Minderheiten. Anfang Oktober 2010 veröffentlichte die ugandische Boulevardzeitung Rolling Stone (nicht zu verwechseln mit der gleichnamigen amerikanischen Musikzeitschrift) persönliche Daten von Mugisha und anderen Homosexuellen und rief zu ihrer Erhängung auf; dies wurde der Zeitung im November gerichtlich untersagt. Er ist Fellow am Institute of Global Politics der Columbia University.

## Wirken
Mugisha ist vor allem als der Geschäftsführer von Sexual Minorities Uganda (SMUG) bekannt, einer Organisation, die sich dem Schutz der Rechte von LGBTQ-Personen in Uganda widmet. Seine Arbeit mit SMUG begann nach dem tragischen Tod seines Freundes David Kato im Jahr 2011. Unter seiner Leitung wurde SMUG zu einer zentralen Stimme im Einsatz gegen homophobe Gesetze in Uganda, darunter ein besonders repressives Gesetz aus dem Jahr 2013, das später erfolgreich angefochten wurde. Mugisha hat bedeutende juristische Siege errungen und internationale Aufmerksamkeit für die Menschenrechtsverletzungen in Uganda generiert.

## Auszeichnungen
Für sein unermüdliches Engagement erhielt Mugisha zahlreiche internationale Auszeichnungen und er war für den Friedensnobelpreis nominiert.
- 2011: Thorolf-Rafto-Gedenkpreis
- 2011: Robert F. Kennedy Human Rights Award